# Liste des élections présidentielles françaises sous la Troisième République
Quinze élections présidentielles ont eu lieu au cours de la Troisième République. Selon les Lois constitutionnelles de 1875, le président est élu à la majorité absolue des suffrages par les deux chambres du Parlement réunies en Assemblée nationale.